# Iris Häussler

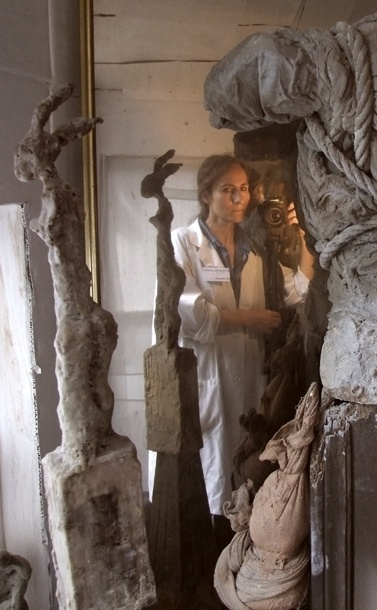
Iris Häussler 2006 in der Installation The Legacy of Joseph Wagenbach

Iris Häussler oder Iris Häußler (* 1962 in Friedrichshafen am Bodensee) ist eine zeitgenössische Künstlerin in den Bereichen Konzeptkunst und Installation.

## Leben und Installationen
Von 1983 bis 1990 studierte Häussler an der Akademie der Bildenden Künste München bei Heribert Jakob Sturm. Seit 2001 lebt und arbeitet Häussler in Toronto in Kanada.
Sie arbeitet im skulpturalen Bereich im musealen Kontext und inszeniert „fiktive Hinterlassenschaften“ von ihr erfundener Personen außerhalb von Museen und Galerien.
- Ihre Installation The Legacy of Joseph Wagenbach in Toronto, Kanada im Jahr 2006 wurde zuerst als die Entdeckung ein zurückgezogen lebenden Künstlers wahrgenommen, bevor es als zeitgenössisches Kunstwerk offengelegt wurde.[1] Häussler stellte dabei in einem Haus in der Robinson Street das Leben und Werk des fiktiven, 1929 in Deutschland geborenen und nach Kanada eingewanderten Einsiedlers Joseph Wagenbach dar, der in einem von Skulpturen und Zeichnungen dichtverwobenem Haushalt lebte.[2]
- 2009 wurde in dem Kaufhaus Honest Ed’s in Toronto die Installation Honest Threads gezeigt. In einer bühnenartigen Boutique zeigte die Künstlerin ausgewählte Kleidungsstücke von Teilnehmern, die sie über Zeitungsanzeigen animierte, diese für den Zeitraum der Ausstellung zur Ausleihe an Besucher zur Verfügung zu stellen. Fotos mit den dazugehörigen Geschichten der Kleidungsstücke und ihrer Träger vermittelten die fallweise besonderen Situationen die diese Kleidungsstücke für die Träger markierten. Besucher liehen sich die Kleidungsstücke aus für die persönliche Erfahrung „in jemanden anders Schuhen zu gehen“.
- In den Jahren 2006 bis 2011 fand in der Art Gallery of Ontario (AGO) in Toronto ein Projekt mit dem Titel He Named Her Amber statt. In dieser Installation wurden im Laufe einer Ausgrabung angeblich in einem Nebengebäude der Galerie gefundene Artefakte gezeigt. Urheber dieser Artefakte soll eine Irische Magd gewesen sein, die in der ersten Hälfte des 19. Jahrhunderts dort in Anstellung war, und die obsessive Angewohnheit hatte, kleine Fundstücke ihres Alltags in Bienenwachskugeln zu rollen und diese hinter Holzwänden und unter Bodenbrettern überall in dem Gebäudekomplex zu verstecken. Führungen erlaubten dem Publikum einen „Blick über die Schultern der Archäologen“, und erst zum Abschied ihrer Führungen erhielten sie ein Schriftstück der Anthropological Services Ontario, das sie darüber aufklärte, dass es sich hier um ein zeitgenössisches Kunstwerk handelt.
- Eingeladen zur 18. Biennale in Sydney, Australien, die den Thementitel „All our Relations“ trug, kreierte Häussler 2012 die Hinterlassenschaft eines Angestellten auf der kleinen vorgelagerten Insel Cockatoo Island, der dort über Jahre hinweg eine verborgene Behausung in Beschlag nahm und darin seiner verlorenen Liebe in seltsamerweise nachspürte, was ihn zur Kreation von korallenartig erscheinenden Bienenwachsskulpturen führte. Angeblich entdeckte der Manager einer Schädlingsbekämpfungsfirma diese Arbeiten und wurde in den Sog dieser Besessenheit mit hineingezogen. He Dreamed Overtime wurde in einem historischen Gebäude auf der Insel installiert, und ohne Biennale-Beschilderung präsentiert.
- Ou Topos - Abandon Trailer Project, kreiert auf Einladung zur Nuit Blanche 2012 in Toronto, veranlasste Häussler, zu ihrem ersten Wohnungsprojekt in Wien 1989 zurückzukehren, und eine generationsübergreifende Installation eines verlassenen Wohnwagens zu inszenieren, der den Ausstoß eines forschenden, angstbesessenen jungen Mannes zeigte, - durch die Ansammlung bleiumwickelter Dosennahrung und Beigen spezifischer Literatur über radioaktive Verseuchungen berstend.
- Ellen’s Gift besteht aus dem Nachlass einer Frau die 1923 mit „hysterischer Blindheit“ diagnostiziert wurde und später aus einem vermutlich therapeutischen Ansatz heraus Bienenwachsobjekte gestaltete deren Herstellungsverfahren als „invertiertes Bildhauern“ beschrieben werden kann. Diese nur aus fünf überbleibenden Skulpturen bestehende Hinterlassenschaft wurde 2012 in SITE Santa Fe und 2013 im Minneapolis Institut of Arts im Rahmen der Ausstellung „More Real, Art in the Age of Truthiness“ gezeigt.
- Die Joseph Wagenbach Stiftung, 2009 gegründet, ist Häusslers’ übergreifenstes Projekt im Bereich ihrer fiktiven Hinterlassenschaften. Damit überführt sie das Werk ihres fiktiven Aussenseiterkünstlers Wagenbach in den Bereich der kulturellen Nachlassverwaltung.

## Preise
- 1991 Förderpreis für Bildende Kunst der Landeshauptstadt München[3]
- 1994 erhielt sie den Renta-Preis der Renta-Gruppe Nürnberg.[4]
- 1999 wurde sie für das Wohnungsprojekt „Monopati“  mit dem Karl-Hofer-Preis ausgezeichnet.[5]
- Seit 2006 erhielt die Künstlerin mehrere Förderungen des Canada Council of the Arts, des Ontario Arts Council und des Toronto Arts Council.

## Werke in öffentlichen Sammlungen oder im öffentlichen Raum
- Rahlstetter Höhe, Hamburg
- Jüdisches Museum München
- Child Care Centre Cambridge, Canada
- Wettbewerbsbeitrag zum AIDS-Memorial (München)
- Kindergarten Aschenbrennerstrasse, München
- Amt für Wohnen und Migration, München
- Fakultät Chemie und Pharmazie Ludwig-Maximilians-Universität München
- Municipal Fountain, Starnberg

## Ausstellungskataloge
- 2011: He Named Her Amber, Art Gallery of Ontario, Toronto, Kanada, ISBN 978-1-894243681.